# Сент-Ирье-ла-Монтань
Сент-Ирье́-ла-Монта́нь (фр. Saint-Yrieix-la-Montagne) — коммуна во Франции, находится в регионе Лимузен. Департамент коммуны — Крёз. Входит в состав кантона Фельтен. Округ коммуны — Обюссон.
Код INSEE коммуны — 23249.

## Население
Население коммуны на 2010 год составляло 218 человек.
| 1962 | 1968 | 1975 | 1982 | 1990 | 1999 | 2010 |
| ---- | ---- | ---- | ---- | ---- | ---- | ---- |
| 408  | 327  | 324  | 303  | 283  | 233  | 218  |

## Экономика
В 2010 году среди 126 человек трудоспособного возраста (15—64 лет) 91 были экономически активными, 35 — неактивными (показатель активности — 72,2 %, в 1999 году было 69,4 %). Из 91 активных жителей работали 80 человек (47 мужчин и 33 женщины), безработных было 11 (5 мужчин и 6 женщин). Среди 35 неактивных 10 человек были учениками или студентами, 21 — пенсионерами, 4 были неактивными по другим причинам.